# Yarmoukstadion
Het Yarmoukstadion is een multifunctioneel stadion in Gaza-stad, een stad in Palestina. 
Het stadion wordt vooral gebruikt voor voetbalwedstrijden, de voetbalclub Gaza Sports Club maakt gebruik van dit stadion. In het stadion is plaats voor 8.000 toeschouwers. Het stadion werd geopend in 1952. Het werd gerenoveerd tussen 2008 en 2009. Er ligt een natuurlijk grasveld.